# Operatie Transom

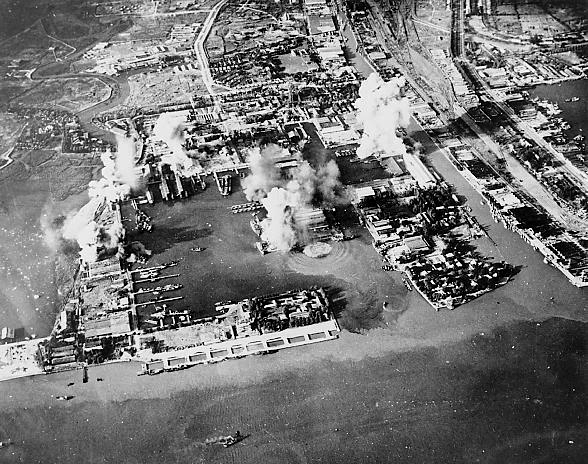
Luchtfoto van het bombardement.

Operatie Transom was een militaire operatie op 17 mei 1944 tijdens de Tweede Wereldoorlog waarbij de geallieerden een bombardement uitvoerden op strategische posities die Japanse troepen hadden ingenomen in de Indonesische stad Soerabaja. Het bombardement werd uitgevoerd door Britse en Amerikaanse vliegtuigen. Tussen de schepen die de aanval uitvoerden bevonden zich ook de lichte kruiser Hr. Ms. Tromp en de torpedobootjager Hr. Ms. Van Galen.
Voorafgaand aan Operatie Transom was Operatie Cockpit gegaan, waarbij de strategische posities van Japanners op Java werden gebombardeerd. Bij deze operaties deed de Britse luchtmacht voor het eerst grootschalig mee in het verre oosten.
Opvolgend aan Operatie Transom voerden zeven B-24 bommenwerpers een bombardement uit op de haven van Soerabaja.